# O Dono do Mundo (álbum)
O Dono Do Mundo é um álbum de estúdio da dupla sertaneja brasileira Milionário & José Rico, lançado em 2002. Traz os hits "A Carta", "Nenhuma Esperança" e "Lenha Molhada".
Album indicado para o Grammy Latino no ano de 2003 na categoria de Melhor Álbum de Música Sertaneja

## Faixas
| N.º | Título                      | Compositor(es)                  | Duração |  |
| 1.  | "A Carta"                   | Álvaro Socci / Cláudio da Matta | 4:10    |  |
| 2.  | "Minha Solidão"             | Campanário / José Rico          | 4:24    |  |
| 3.  | "Tá Rindo De Que"           | Rick / Alexandre                | 3:19    |  |
| 4.  | "Nenhuma Esperança"         | Rick / Alexandre                | 3:43    |  |
| 5.  | "Lenha Molhada"             | Darci Rossi / Rio Grande        | 3:21    |  |
| 6.  | "Amor Traquino"             | Arandas Júnior                  | 3:33    |  |
| 7.  | "O Dono Do Mundo"           | Campanário / José Rico          | 3:21    |  |
| 8.  | "Memória Esquecida"         | Campanário / José Rico          | 3:21    |  |
| 9.  | "Bailão Cuiabano"           | José Rico                       | 3:24    |  |
| 10. | "Volta Pra Casa"            | Lucimar / Monalisa              | 3:48    |  |
| 11. | "Meu Desespero (A Tabela)"  | Darci Rossi / Marciano / Rhaell | 3:02    |  |
| 12. | "Quanta Saudade"            | Cezar / José Rico               | 3:21    |  |
| 13. | "Esta Noite Como Lembrança" | Darci Rossi / Marciano          | 3:03    |  |
| 14. | "O Seu Retrato"             | Darci Rossi / Marciano          | 3:29    |  |